# ساشا کینرد
ساشا کینرد (به انگلیسی: Sascha Kindred) (زادهٔ ۱۳ دسامبر ۱۹۷۷) شناگر اهل بریتانیا است.